# Суперструна
Суперструна́ (суперсимметричная струна) — один из основных объектов исследования теории струн. Многогранность объекта не позволяет ему дать однозначного определения, однако, как следует из его названия, суперструна содержит в себе суперсимметрию.
Суперсимметрия — это симметрия между бозонами (носителями взаимодействий) и фермионами (компонентами материи). И хотя до сих пор нет явных указаний на такую симметрию в экспериментах, для объединения материи и «света» это, видимо, необходимый элемент.
Бозоны и фермионы обладают разной квантовой статистикой, Бозе — Эйнштейна и Ферми — Дирака соответственно, и поэтому не так просто их объединить в один класс, при этом не нарушив какой-либо из физических принципов. Так что несколько удивительна простота введения суперсимметрии в квантовую теорию поля и теорию струн.
Как уже говорилось в статьях о бозонных и фермионных струнах, координаты параметризованной струны в D-мерном пространстве можно рассматривать либо как набор двумерных скалярных полей, состоящий из D штук и тогда суперсимметричными партнерами D-вектора и двумерного скаляра будут D-вектор и двумерный вещественный (представление Майораны) спинор. Либо как часть D-мерного суперпространства — бозонную и тогда фермиевский остаток переменных суперпространства становится суперпартнёром бозонной части. В первом случае снова возвращаемся к модели Рамона — Нэвьё — Щварца (RNS, 1971—1977), во втором приходим к модели Грина — Шварца (GS, 1981—1984). Суперпространство просто объединяет бозонные и фермионные координаты, и хотя эти координаты имеют различную структуру, существует способ переходить от одних координат к другим. Это интуитивно ясно, так как 2 фермиона в принципе могут образовать бозон, то с помощью дополнительных фермионов всегда есть возможность переходить от бозонов к фермионам и обратно.
Введение суперсимметрии в теорию струн оказалось возможным двумя способами: суперсимметрия мировой поверхности и пространственно-временная суперсимметрия. В определенном смысле это одно и то же, так как динамика пространства-времени тесно связана с конформной теорией поля. Но до сих пор не ясны полевые корреляции этих двух подходов в изучении взаимодействия струн (см. Случайные поверхности).
Как и следовало ожидать этот необычный гибрид бозонной и фермионной струн наследует меньшую критическую размерность в теории струн, а именно D=10, однако и модель RNS, после проведения GSO проекции и модель GS не содержат вакуумной нестабильности — тахиона.